# Coroa de sonetos
Coroa de sonetos é uma forma poética composta por 14 sonetos, que têm ligação entre si, cujos primeiros e últimos versos são versos de um outro (décimo quinto) soneto, denominado soneto-base, ou soneto-síntese.

## Origem
O soneto é por muitos considerado a forma mais bela de poema. Sua forma fixa, em 14 versos, com métrica e ritmo, ultrapassou os séculos e hoje, apesar e mesmo contra alguns adversários que não lhe dão o valor por não terem o conhecimento necessário, continua sendo o poema-maior.
Seus 14 versos compõem um poema estanque, e dizem tudo que se propõem dizer, na poesia, na forma, no conteúdo.
Ultrapassar esta forma foi o desafio de vários poetas, sem que com isso fossem de encontro a seus princípios. 
Por não ter como ultrapassar sua forma, foram utilizados seus versos para que se criassem novos sonetos, com forma, conteúdo, tema ligados ao soneto de que foram originados. Assim nasceu a coroa de sonetos.

## História
A forma da Coroa de sonetos foi apresentada inicialmente pela Academia de Siena, que foi formada em 1460, mas não há coroas de sonetos escritas por eles.
Em 1731, a forma da Coroa de sonetos foi descrita pela primeira vez por Giovanni Mario Crescimbeni em sua obra L'Istoria della volgar poesia (História da Poesia Vernácula), e em 1794  por P.G. Bisso em sua Introduzione alla volgar poesia (Introdução à Poesia Vernácula), publicada em Veneza. Uma variação da forma é às vezes usada na qual o soneto de ligação é o primeiro soneto, e os sonetos subsequentes terminam com uma linha tirada dele em ordem.
O poeta esloveno France Prešeren escreveu uma coroa de sonetos em 1834, foi traduzida para o russo em 1889, o que teve grande influência em muitos poetas, incluindo Valery Bryusov. Jaroslav Seifert escreveu Věnec sonetů (Uma Coroa de Sonetos) nesta forma sobre Praga, com uma tradução autorizada de Jan Křesadlo, que também compôs sua própria réplica emigrada no mesmo formato, além de escrever vários outros ciclos de sonetos. O poeta Venko Markovski escreveu e publicou mais de 100 coroas de sonetos, que também continham acrósticos dedicados a várias figuras históricas.
Inicialmente eram apenas os 14 sonetos interrelacionados. Sua evolução levou a utilizar os primeiros versos de cada soneto para compor o que se chamou de Soneto Mestre" (Master Sonnet).
Em português, no Brasil, a Coroa de sonetos foi inicialmente composta com apenas 7 sonetos, feita por Afonso Felix de Sousa, no século XX, em tradução de sonetos de John Donne, utilizados no Século XVII como prólogo aos "Holly Sonnets". E foi assim que foi colocado o verbete na Princeton Encyclopedia of Poetry and Poetics:

... uma sequência de 7 sonetos itálicos tão entrelaçados que formam uma coroa para aquele a quem são endereçados. O entrelaçamento é realizado usando a última linha de cada um dos primeiros 6 sonetos como a primeira linha do soneto seguinte, com a última linha do sétimo sendo uma repetição da linha de abertura do primeiro.
Edmir Domingues inicialmente utilizou essa estrutura de 7 sonetos, quando escreveu "Coroa de sete sonetos" e "Coroa dos sete pecados ou virtudes capitais", antes de escrever sua "Com o estranho pulsar da estrela morta", com 14 sonetos.
Geir Campos, em sua Coroa de sonetos, em 1953, , utilizou-se de 14 sonetos, a partir dos versos de um outro soneto. Sua coroa de sonetos, assim denominada, não fechou-se, ou seja, o último verso do último soneto não era o primeiro verso do primeiro soneto . (Alguns sonetistas ainda hoje utilizam esta forma.)
Edmir Domingues, a respeito, disse:

"Na verdadeira coroa de sonetos há catorze sonetos interligados, onde o verso que fecha o primeiro começa o segundo, o que fecha o segundo começa o terceiro, e assim por diante, sendo o último verso do décimo quarto soneto o primeiro verso do primeiro soneto. E o décimo quinto soneto é a coroa, a coroa verdadeira, porque é composta dos catorze versos que começaram e terminaram os outros, sendo o primeiro verso da coroa o que terminou o primeiro soneto da série e o fecho o verso que a começou."
A definição de Edmir Domingues é perfeita, podendo dela ser mudada apenas a posição dos versos utilizados na coroa. Enquanto ele preconiza que o último verso do soneto-base (ou coroa, como ele o denominou) seja o primeiro verso do primeiro soneto, (mesmo esquema usado por Paulo Cardoso e Bas Jongenelen et alii), há coroas de sonetos que iniciam com o primeiro verso do soneto-base e terminam com o mesmo verso, compondo o último verso do décimo quarto soneto, assim fechando a coroa (que também se fecha como preconizou Edmir Domingues, não ficando aberta como na coroa de Geir Campos e de outros seguidores).

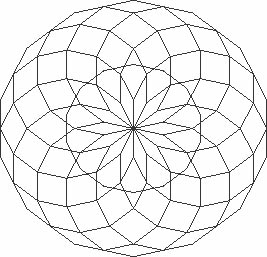
Mandala representativa de coroa de sonetos

Por ser de difícil confecção, construída sobre uma matriz fractal poucos poetas (sonetistas) se aventuraram nesse desafio.
Embora a coroa de sonetos gire em torno de um único tema, cada soneto (estanque, como deve ser um legítimo soneto), não se distanciando do tema, tem o seu próprio subtema.

## Coroa de coroas de sonetos
A estrutura utilizada na coroa de sonetos foi estendida por alguns sonetistas, aumentando e criando mais 14 coroas baseadas na coroa original. Cada um dos 14 sonetos da coroa passou a ser um soneto-base para outra coroa de sonetos, fazendo assim um complexo de 211 sonetos, todos encadeados e interrelacionados.

### História
Em 1828, Ludwig Bechstein publicou sua coleção Soettenkränze (Coroas de sonetos), que consistia em quatorze coroas de sonetos. No entanto, essas coroas eram apenas 14 coroas isoladas. Ele não as uniu nem interrelacionou para formar a estrutura de uma coroa de coroas de sonetos.
Em 1971, o poeta e tradutor esloveno Mitja Šarabon publicou "Sonetni venec vseh sonetnih vencev" (A Coroa de sonetos de todas as coroas de sonetos), provavelmente a primeira composição nesse formato.
Em 2002, esse formato (coroa de coroas de sonetos) foi utilizado pelo poeta brasileiro Paulo Camelo, que publicou o seu livro Coroas de uma coroa, com os 211 sonetos na configuração fractal da coroa de coroas de sonetos.
Em 2003 a poetisa russa Natalia Shamberova publicou The Mists of August (As Brumas de Agosto) (uma coroa de coroas de sonetos), no mesmo formato utilizado por Paulo Camelo, com 211 sonetos.
Na argumentação para sua criação, a sonetista disse:

"É difícil escrever um Soneto, mais difícil ainda é criar a Grinalda de Sonetos (Wreath of Sonnets)...
Quanto à Coroa de Sonetos (Crown of Sonnets), considero que está um pouco além...
Aqui temos uma obra literária mais complicada tecnicamente e, portanto, interessante. 
Então o quê? 
Esse é o único interesse sobre isso? Eu preferiria dizer que não. 
Acho que todo leitor pensativo e profundo concordaria com minhas palavras."
Em 2016, os holandeses Martijn Neggers e Bas Jongenelen, com a colaboração de outros 55 poetas, compilaram uma coroa de coroas de sonetos em holandês. A obra coletiva, intitulada Een Kruisweg van alledaags leed (A Via Sacra do Sofrimento Diário), foi publicada em forma de livro.
Em 2018, na Holanda, Hilde van Beek e Bas Jongenelen publicaram Vanderlandse Geschiedenis (História Nacional), também uma obra coletiva, com o mesmo formato de coroa de coroas de sonetos, e com a colaboração de outros 35 sonetistas.

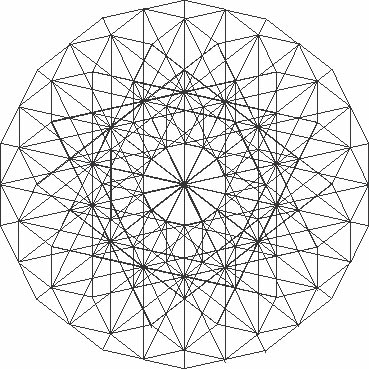
Mandala representativa da coroa de coroas de sonetos.

Em 2020, Paulo Camelo publicou outro livro no mesmo formato, Mulheres, mulheres - Coroas de outra coroa
Em 2024, Paulo Camelo novamente publicou um livro nesse formato: Via Crucis - Coroas de uma coroa de sonetos, narrando a Paixão de Cristo em 210 sonetos.

## Leituras complementares
- Nilza Azzi (16 de julho de 2008). «Le sonnet fractal». Recanto das Letras
- «Coroa de sonetos: Com o estranho pulsar da estrela morta»
- «Coroa de Sonetos da Via Sacra»
- «Contrastes»